# Barnaba (Baranow)
Barnaba, imię świeckie Roman Władimirowicz Baranow (ur. 11 lutego 1965 w Kałudze) – rosyjski biskup prawosławny.

## Życiorys
W latach 1983–1985 odbywał zasadniczą służbę wojskową. W latach 1985–1991 studiował na wydziale historyczno-filologicznym Państwowego Uniwersytetu Pedagogicznego w Gorkim. W 1985 ożenił się, w 1990 przyjął chrzest w Rosyjskim Kościele Prawosławnym. W latach 1991–1992 nauczał w gimnazjum technicznym w Niżnym Nowogrodzie. Od 1992 działał w prawosławnym bractwie św. Aleksandra Newskiego. W 1995 rozwiódł się.
24 kwietnia 1999 przyjął święcenia diakońskie z rąk metropolity niżnonowogrodzkiego i arzamaskiego Mikołaja. 1 czerwca tego samego roku został wyświęcony na kapłana. Przez pięć lat służył w soborze św. Aleksandra Newskiego w Niżnym Nowogrodzie. W 2004 ukończył seminarium duchowne w tym samym mieście. 15 lipca 2005 w ławrze Troicko-Siergijewskiej złożył wieczyste śluby mnisze, przyjmując imię Barnaba. We wrześniu tego samego roku został przełożonym pustelni Zaśnięcia Matki Bożej we Fłoriszczach. Następnie od sierpnia do grudnia 2006 był przełożonym monasteru Zaśnięcia Matki Bożej w Sarowie, po czym ponownie od 2007 kierował klasztorem we Fłoriszczach.
15 marca 2012 został nominowany na biskupa wyksuńskiego i pawłowskiego, pierwszego ordynariusza nowo powołanej eparchii. W związku z tym trzy dni później otrzymał godność archimandryty. Jego chirotonia biskupia odbyła się w soborze Chrystusa Zbawiciela w Moskwie 22 kwietnia 2012 z udziałem konsekratorów: patriarchy moskiewskiego i całej Rusi Cyryla, metropolitów sarańskiego i mordowskiego Warsonofiusza, wołokołamskiego Hilariona, kałuskiego i borowskiego Klemensa, jarosławskiego i rostowskiego Pantelejmona, tulskiego i jefriemowskiego Aleksego, twerskiego i kaszyńskiego Wiktora, riazańskiego i michajłowskiego Pawła oraz niżnonowogrodzkiego i arzamaskiego Jerzego, arcybiskupów możajskiego Grzegorza, witebskiego i orszańskiego Dymitra, istrińskiego Arseniusza, włodzimierskiego i suzdalskiego Eulogiusza, biełgorodzkiego i starooskolskiego Jana, wieriejskiego Eugeniusza, jegorjewskiego Marka, biskupów iwanowo-wozniesieńskiego Józefa, widnowskiego Tichona, krasnogorskiego Irynarcha, dmitrowskiego Teofilakta, penzeńskiego i kuźnieckiego Beniamina, bronnickiego Ignacego, sierpuchowskiego Romana, sołniecznogorskiego Sergiusza, podolskiego Tichona, wyborskiego Nazariusza, stawropolskiego i niewinnomysskiego Cyryla, krasnosłobodzkiego i tiemnikowskiego Klemensa, smoleńskiego i wiaziemskiego Pantelejmona, rybińskiego i uglickiego Beniamina, jejskiego Germana, woskriesieńskiego Sawy, bielowskiego i aleksiejewskiego Serafina, rżewskiego i toropieckiego Adriana, ardatowskiego i atiaszewskiego Beniamina, kasimowskiego i sasowskiego Dionizego, skopińskiego i szackiego Włodzimierza, bałaszyskiego Mikołaja, gorodieckiego i wietłuskiego Augustyna, emerytowanego biskupa jekaterynburskiego Nikona oraz emerytowanego biskupa orłowskiego i liwieńskiego Hieronima.
W 2023 r. został przeniesiony na katedrę wyborską.